# 老化恐惧症
老化恐惧症指的是一種異常或持續的對老化（生理上的衰老）的恐懼。恐懼指的是認知到威脅或危險根源後所做出的不快反映，在老化恐惧症中，這威脅是老化。這恐懼是不理性且跟威脅不成比例的，且即使在個體處在完好健康狀態時依舊持續。

## 辭源
老化恐惧症是對英語gerascophobia一詞的翻譯。英語的gerascophobia來自希臘語意為「我變老」的詞彙γηράσκω（羅馬拼音：gerasko）及意為「恐懼」的詞彙φόβος（羅馬拼音：phobos）。在西方語言中，一些人用gerontophobia一詞來指稱此種恐懼，但gerontophobia也可指因為「勿忘你終有一死」之故而產生的對老人的恐懼和厭惡。

## 背景
老化恐惧症是一個列在特定恐懼症下的恐懼症。老化恐惧症可能基於多種不同的、因老化過程引發的焦慮，這其中包括了害怕自己不再年輕與美麗、擔心失去獨立性和活動性、擔心疾病以及生理和心理健康的衰退等等。

## 症狀
老化恐惧症的症狀包括了藉由手術或過度使用抗老保養品等方式改變外表的方式停止自然老化和發育的努力。像是過度使用肌膚或頭髮護理產品就是一例。其他的症狀包括了避免和恐懼刺激相關的行為，像是患者可能因為擔心自己長高或長皺紋等，而不看著鏡中的自己。患者一般在碰到和老化相關的主意時，會有著極端的焦慮和恐慌，並伴有憂鬱或情緒低落。

## 案例
目前已有數例老化恐惧症的案例，而墨西哥新萊昂自治大學的專家診斷的十四歲男孩案例，被認為是第一個在小孩身上出現的案例；而這個由新萊昂自治大學專家診斷的案例，自十二歲起就出現老化恐惧症的症狀。根據報導，這男孩對於成長帶來的生理變化表現出高度焦慮，因此採取了一貫且實質的努力來對抗這些變化。這其中包括了彎腰駝背好讓自己看起來變矮沒那麼高、減少食量好減少身體的生理發育，甚至還包括了用假聲說話好讓自己的音調顯得高亢，這些都顯示了他努力把自己帶回前青春期狀態的努力。

## 解釋老化恐惧症的理論
一些看法認為，由杰夫・格林伯格和雪爾頓・所羅門等人發展出來的恐懼管理理論可用以解釋老化恐惧症。這理論探討的是會讓引發個體對死亡和自身終將一死的獨特關注的恐懼。由於老化過程會提醒人們自己終將一死之故，因此老化過程的變化，會引發恐懼和焦慮，進而可能讓人出現老化恐惧症。
刻板印象體現理論是另一個可能的解釋。這理論概括了年齡刻板印象對人們的衝擊。個體經歷到的年齡刻板印象經常與其社會和文化成長背景相關，而社會及文化常把老化給描繪成人們不想要且負面的事物。像是許多電影及小說將老人給描繪成醜陋且不具吸引力的即是一例。像是羅爾德·達爾的兒童小說《喬治的奇妙藥物》一書中，就將其中一位主要角色給描繪成「阿嬤般的灰白滑銀漢魚」； 此外，老化通常伴隨著諸如失智症、阿茲海默症、高血壓等各種疾病， 而對這些負面刻板印象的持續接觸，會讓人們將之內畫，並讓人們對老化過程出現負面看法。研究指出，對老化過程的負面看法，是年齡焦慮的因素之一，因此可能是老化恐惧症的風險因子之一。

## 治療
上述的理論，可為了解老化恐惧症的因子提供理論框架，因此在了解如何對治的過程中是有用的。根據這些理論，對老化的恐懼，源自個體對老化過程的認知，因此針對個體對老化不理性且負面的信念，以及將個體對老化的認知正常化的介入做法，可以是有用的。心理治療是已知能成功對抗老化恐惧症的一種方法。 心理治療最常以受過訓練的專家一對一的形式出現，其目標是幫助病人改變認知，並進而改變導致挫折的行為；特別地，心理師會使用基於心裡化、關乎對自身心理過程省思的作法以對治老化恐惧症。
藥物是另一個治療方法，盡管這做法不像其他療法一樣能藉由承認病患不理性的信念系統來根治恐懼症的根源，藥物依舊能有效地減輕諸如焦慮和憂鬱等症狀； 而治療特定恐懼症最常見且最有效的方式是暴露療法，這療法藉由讓病人曝露在漸進且逐步增強的恐懼刺激，且不讓病人選擇躲避的方法，以改變病人對恐懼刺激的反應。這種改變藉由在各階段的放鬆技巧來達到效果，在其中，讓病人在恐懼刺激面前放鬆，以讓病人認識到說，他們所恐懼的事物，並不像他們相信的那樣造成威脅。